# Cyrtandra vespertina
Cyrtandra vespertina är en tvåhjärtbladig växtart som beskrevs av Harold St.John. Cyrtandra vespertina ingår i släktet Cyrtandra och familjen Gesneriaceae. Inga underarter finns listade i Catalogue of Life.